# Holopodina
De Holopodina vormen een onderorde van de zeelelies (Crinoidea) in de orde Cyrtocrinida.

## Families
- Eudesicrinidae Bather, 1899
- Holopodidae Zittel, 1879